# Jan Makino
Jan Sebastian Makino (* 18. Dezember 1975 in Berlin als Jan Sebastian Panczak) ist ein deutscher Hörspiel- und Synchronsprecher. Eine seiner bekanntesten Rollen ist die des „Kyle Broflovski“ in South Park.

## Leben und Karriere
Jan Makino ist der Sohn von Hans-Georg Panczak. Er wurde bereits als Kind ins Synchronstudio eingeladen, da die Regisseurin seines Vaters nach Kinderstimmen gesucht hatte. Als junger Mann studierte er Fotografie in Kalifornien, danach war er weltweit als Fotograf unterwegs, während er Synchronarbeiten annahm. Seit 1999 ist er die Stimme von „Kyle Broflovski“ in South Park. 2020 und 2022 sprach er die Rolle des „Luke Skywalker“ in The Mandalorian und Das Buch von Boba Fett. Mittlerweile ist er Vater von zwei Söhnen (* 2013 und * 2017).

## Sprecherrollen (Auswahl)

### Filme
- 1998: Edward Furlong als Pecker in John Waters’ Pecker
- 1998: Edward Furlong als Hawk in Detroit Rock City
- 1999: Matt Stone als Kyle Broflovski (Sprache) in South Park: Der Film – größer, länger, ungeschnitten
- 2000: Marlon Wayans als Snailsin Dungeons & Dragons
- 2001: Gary Lundy als Sean Smith in Donnie Darko
- 2001: Cody McMains als Mitch Briggs in Nicht noch ein Teenie-Film!
- 2002: Fred Savage als Nummer 3 in Austin Powers in Goldständer
- 2002: Christian Coulson als Tom Riddle in Harry Potter und die Kammer des Schreckens
- 2002: Charles Cousins als Velmas Freund in Scooby-Doo
- 2004: Billy Boyd als Shitface/ Glen or Glenda in Chuckys Baby
- 2005: Lubomir Bukovy als Alex in Hostel
- 2005: Ryan Merriman als Kevin Fischer in Final Destination 3
- 2005: Randy McDowell als Gene in Elvis
- 2007: Justin Chatwin als Nick Powell in Unsichtbar – Zwischen zwei Welten
- 2009: Chris Warren Jr. als Xander in Alvin und die Chipmunks 2
- 2011: Joey McIntyre als Rory in Happy New Year
- 2012: Avan Jogia als Finn in Rags
- 2012: Misha Gabriel Hamilton als Eddy in Step Up: Miami Heat
- 2012: Xavier Samuel als David Locking in Die Trauzeugen
- 2014: Theo James als Four in Die Bestimmung – Divergent
- 2015: Theo James als Four in Die Bestimmung – Insurgent
- 2015: Aaron Yoo als Donnie in Demonic: Haus des Horrors

### Serien
- seit 1999: Matt Stone als Kyle Broflovski in South Park
- 2002: Matt Hill als Carlos in Transformers: Armada
- 2002: Toshihiko Seki als Mousse in Ranma
- 2003: Kenji Nojima als Peruh in One Piece
- 2003: Kōji Yusa als Shadow the Hedgehog in Sonic X
- 2004: als Brooklyn in Beyblade
- 2004: Kaj-Erik Eriksen als Danny Farrell in 4400 – Die Rückkehrer
- 2004: Courtenay J. Stevens als Keras in Stargate Atlantis
- 2005: als Kevin in Ben 10
- 2005: Charlie Finn als Spud in American Dragon
- 2009–2010: Ollie Barbieri als Jonah Jeremiah „JJ“ Jones in Skins – Hautnah
- 2009–2010: Yasuaki Takumi als Ace Grit in Bakugan – Spieler des Schicksals (New Vestroia)
- 2010: Beau Mirchoff als Danny Bolen in Desperate Housewives
- 2010: Hiroki Tanaka als Bruno in Yu-Gi-Oh! 5D’s
- 2010–2012: Kenjiro Tsuda als Ryūga Kishatu in Beyblade: Metal Fusion
- 2010–2013: Avan Jogia als Beck Oliver in Victorious
- 2011–2012: Hiroshi Kamiya als Yuzuru Otonashi in Angel Beats!
- 2011–2013: Harry Shum junior als Mike Chang (2. Stimme) in Glee
- 2012: Yūichi Nakamura als Hōtarō Oreki in Hyōka
- 2012–2014: Tasuku Hatanaka als Yūma Tsukomo in Yu-Gi-Oh! Zexal
- 2012–2013: Elijah Wood als Beck in TRON: Der Aufstand
- 2012–2017: Will Estes als Jamison Reagan in Blue Bloods – Crime Scene New York
- 2013–2017: Tyler Posey als Scott McCall in Teen Wolf
- 2013–2017: Max Thieriot als Dylan Massett in Bates Motel
- 2014: Jonathan Chase als Kevin Thurner in Navy CIS: L.A.
- 2014: Will Bradley als Johnny Raymond in Pretty Little Liars
- 2014: Tony Oller als Tony Oller in Die Thundermans
- 2014: Shaun Sipos als Aaron Whitmore in Vampire Diaries
- 2015: Nick Merico als Daniel Miller in Emma, einfach magisch
- 2015: Alfonso Herrera als Hernando in Sense8
- 2016: als Qasim in Homeland
- 2016–2017: Cathy Weseluck als Spike in My Little Pony – Freundschaft ist Magie
- 2016: Daisuke Hirakawa als Rei Ryugazaki in Free!
- 2018: Alexander Kowrischnych als Chuck in Turbosaurier
- 2020: Mark Hamill als Luke Skywalker in The Mandalorian
- 2020: Dominic Ona-Ariki als Ariki Davis in One Lane Bridge
- 2021: Asif Ali als Norm in WandaVision
- 2022: Mark Hamill als Luke Skywalker in Das Buch von Boba Fett
- 2022: Michael Cusack als Pim in Smiling Friends
- 2022: Greg Tarzan Davis als Dr. Jordan Wright in Grey’s Anatomy
- 2022–2024: Jun’ichi Kanemaru als Sonic the Hedgehog in Sonic Prime
- 2023: Gabriel Basso als FBI Agent Peter in The Night Agent
- 2023: Ke Huy Quan als Ouroboros „O.B.“ in Loki

### Videospiele
- 2017: South Park: Die rektakuläre Zerreißprobe als Kyle Broflovski
- 2023: Mario + Rabbids Sparks of Hope als Rayman

## Hörspiele (Auswahl)
- 2011: William Hope Hodgson: Gruselkabinett 53 – Die Herrenlose, Titania Medien & BookBeat, ISBN 978-3-7857-4477-2
- 2015: Leopold von Sacher-Masoch: Gruselkabinett 99 – Die Toten sind unersättlich, Titania Medien, ISBN 978-3-7857-5116-9
- 2024: Zerbrochen, LEONINE Audio & Audible (Offizielles Hörspiel zur Serie Sonic Prime)